# جرثومة مخاطية
الجراثيم المخاطية (بالإنجليزية: myxobacteria)‏ هي مجموعة من الجراثيم التي تعيش غالباً في التراب وتتغذى على مواد عضوية لاذوابة. تمتلك البكتيريا المخاطية جينومات كبيرة جداً مقارنةً مع البكتيرات الأخرى، مثلاً قد تحتوي جينوماتها على 9-10 ملايين نوكليوتيدات. السورانغيوم السيلولوزي (بالإنجليزية: Sorangium cellulosum)‏ لديه أكبر جينوم بكتيري معروف منذ عام 2008، إذ يحتوي على 13 مليون نوكليوتيد. الجراثيم المخاطية هي تابعة للمتقلبات دلتا من المتقلبات، وهي أصنوفة كبيرة من البكتيريا سالبة الغرام.